# Z českých luhů a hájů

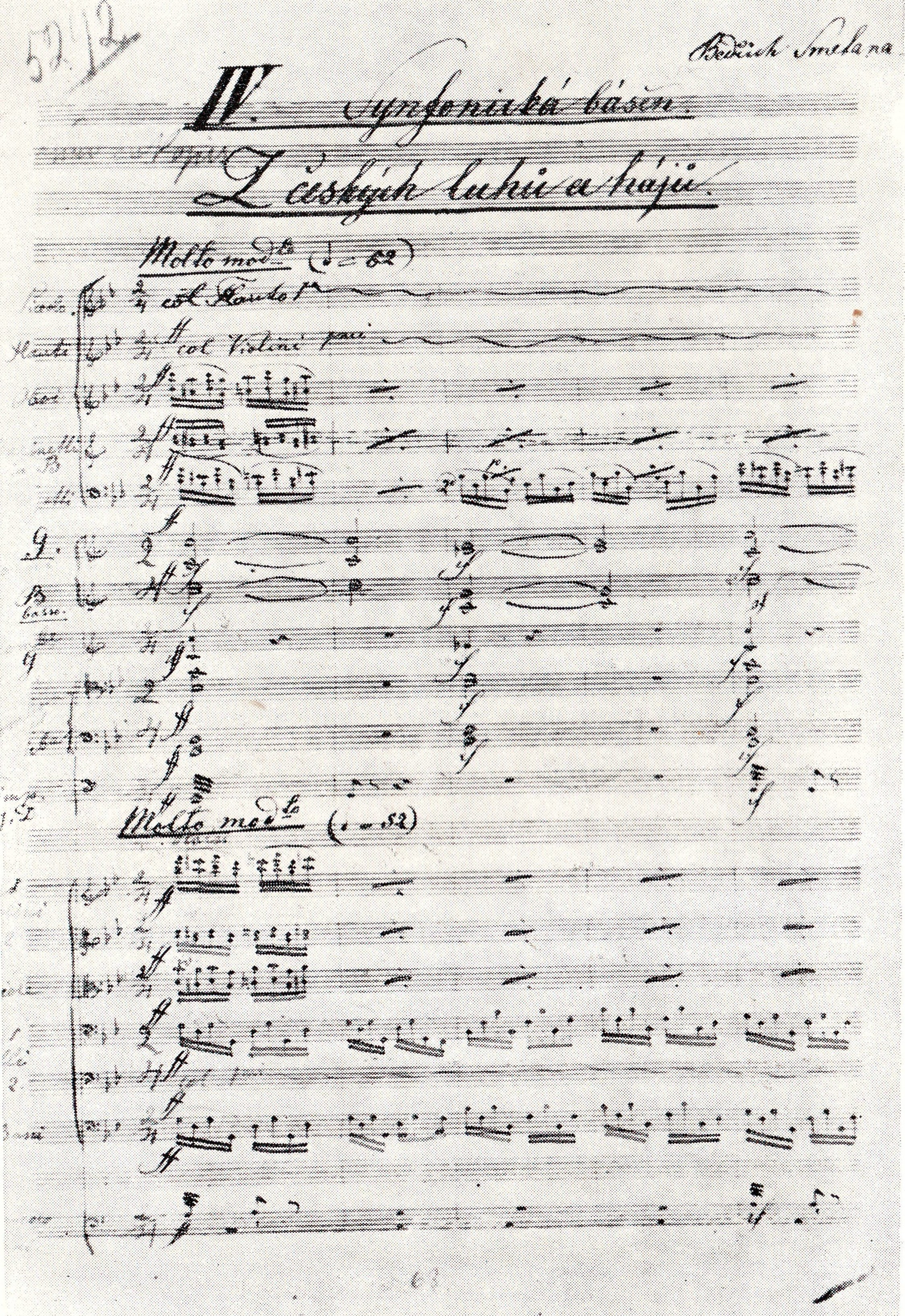
První list originálu partitury

Z českých luhů a hájů je symfonická báseň z šestidílného cyklu Má vlast, která bývá hrávána jakožto čtvrtá v pořadí. Jejím autorem je Bedřich Smetana. Skladba představuje oslavu české krajiny a byla inspirována krajinou kolem Jabkenic, kde Smetana v době psaní skladby pobýval (v domě své dcery). Část skladby má podobu fugy. Symfonická báseň vznikla v roce 1875.
Sám autor o této skladbě napsal:
„Toť všeobecné kreslení citů při pohledu na českou zem. Ze všech stran tu zazní zpěv plno vroucnosti, jak veselý tak melancholický z hájů a luhů. Lesní kraje v sólech hornistů – a vesele ourodné nížiny labské a jiné a jiné, vše se tu opěvuje. Každý může ze skladby té si vykreslit, co mu libo – básník má volnou cestu před sebou, arciť musí skladbu v jednotlivostech sledovat.“